# Utagawa Hiromaru

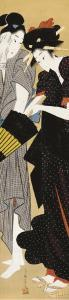
Hiromaru, junges Paar nach einem Regenschauer, kakemono, um 1810

Utagawa Hiromaru (jap. 歌川 広丸) war ein japanischer Maler im Stil des ukiyo-e, der während der Bunka-Ära (1804–18) tätig war. 
Sein Lehrer war Utagawa Toyohiro, seine Arbeiten signierte er mit Toba Hiromaru (鳥羽 広丸). Von ihm bekannt sind einige Hängerollen, kakemono, die schöne Frauen, bijin-ga, darstellen. Eine davon befindet sich im Museum of Fine Arts, Boston, eine andere im Tokyo National Museum. Farbholzschnitte von ihm sind nicht bekannt.
| Personendaten    | Personendaten         |
| ---------------- | --------------------- |
| NAME             | Utagawa, Hiromaru     |
| ALTERNATIVNAMEN  | 歌川 広丸 (japanisch) |
| KURZBESCHREIBUNG | japanischer Maler     |
| GEBURTSDATUM     | 18. Jahrhundert       |
| STERBEDATUM      | 19. Jahrhundert       |